# Jayson Jablonsky
Jayson Jablonsky (ur. 23 lipca 1985 w Orange) – amerykański siatkarz, grający na pozycji przyjmującego, reprezentant Stanów Zjednoczonych.

## Sukcesy klubowe
Superpuchar Grecji:
- 2010

Puchar Grecji:
- 2011

Mistrzostwo Grecji:
- 2011, 2016

Puchar Słowenii :
- 2013

Puchar Francji:
- 2014[1]

Mistrzostwo Francji:
- 2014[2]

Mistrzostwo Portoryko:
- 2017

## Sukcesy reprezentacyjne
Mistrzostwa Ameryki Północnej, Środkowej i Karaibów Juniorów:
- 2004

Letnia Uniwersjada:
- 2007

Puchar Panamerykański:
- 2008, 2010
- 2011

Mistrzostwa Ameryki Północnej, Środkowej i Karaibów:
- 2011

Liga Światowa:
- 2012[3]

Puchar Świata:
- 2015

## Nagrody indywidualne
- 2010: MVP i najlepszy atakujący Pucharu Panamerykańskiego